# Saint-Laurent-la-Conche
Saint-Laurent-la-Conche är en kommun i departementet Loire i regionen Auvergne-Rhône-Alpes i centrala Frankrike. Kommunen ligger i kantonen Feurs som tillhör arrondissementet Montbrison. År 2022 hade Saint-Laurent-la-Conche 559 invånare.

## Befolkningsutveckling
Antalet invånare i kommunen Saint-Laurent-la-Conche
| Referens: INSEE |